# Porotrichum mucronulatulum
Porotrichum mucronulatulum är en bladmossart som beskrevs av C. Müller in Renauld 1898. Porotrichum mucronulatulum ingår i släktet Porotrichum och familjen Neckeraceae. Inga underarter finns listade i Catalogue of Life.